# 奥尔诺斯
奥尔诺斯，是西班牙安达卢西亚自治区哈恩省的一个市镇。总面积118平方公里，总人口678人（2001年），人口密度6人/平方公里。